# جام جهانی هاکی روی یخ ۲۰۲۵ - دسته چهارم
جام جهانی هاکی روی یخ ۲۰۲۵ - دسته چهارم (انگلیسی: 2025 IIHF World Championship Division IV)
رقابت بین‌المللی هاکی روی یخ که توسط فدراسیون بین‌المللی هاکی روی یخ برگزار خواهد شد. این رقابت از ۱۳ تا ۱۹ آوریل ۲۰۲۵ در ایروان ارمنستان برگزار خواهد شد

## لوگو

هیئت کارشناسان، طرح «گامپر» اثر «الا آماتونی» را به عنوان بهترین طرح ارائه شده به این هیئت برای لوگو یا طلسم رسمی مسابقات جهانی هاکی روی یخ IIHF 2025 معرفی کرد. «گامپر» یک نژاد سگ نگهبان بومی ارتفاعات ارمنستان است که به داشتن قدرت، چابکی و استقامت خود شناخته شده است. آن دارای بدنی قوی، حجیم و خز ضخیم است که از آن در شرایط آب و هوایی مختلف محافظت می‌کند.

## تیم‌های شرکت‌کننده
| تیم      | راه‌یابی                              |
| -------- | ------------------------------------ |
| ارمنستان | میزبان,                              |
| ایران    | مقام ۶ام در گروه بی دسته سوم در ۲۰۲۴ |
| کویت     | مقام ۲ام در دسته چهارم در ۲۰۲۴.      |
| اندونزی  | مقام ۳ام در دسته چهارم در ۲۰۲۴.      |
| مالزی    | مقام ۴ام در دسته چهارم در ۲۰۲۴.      |
| ازبکستان |                                      |

## دوران رقابت
پنج داور و هفت خط‌نگهدار برای این رقابت انتخاب شده‌اند.
| داوران                                                                      | خط‌نگهداران                                                                                          |
| --------------------------------------------------------------------------- | --------------------------------------------------------------------------------------------------- |
| - رامین عتیقه‌چی - کنجی کوساکا - ولادیمیر یفرموف - یورای کونچ - یحیی الجنیبی | - ویت لدرر - تام گیزن - وونگ چون هانگ - آندیانتو هیه - ولادیسلاو زوتوف - ادموند نگ - دیوید پروکوفیف |

## جدول رده‌بندی
| رتبه | Team         | Pld | W | OTW | OTL | L | GF | GA | GD  | Pts | صعود                                |
| ---- | ------------ | --- | - | --- | --- | - | -- | -- | --- | --- | ----------------------------------- |
| ۱    | ازبکستان     | 4   | 3 | 0   | 1   | 0 | 61 | 7  | +54 | 10  | Promoted to the 2026 Division III B |
| ۲    | ارمنستان (H) | 4   | 2 | 1   | 1   | 0 | 39 | 10 | +29 | 9   |                                     |
| ۳    | کویت         | 4   | 2 | 1   | 0   | 1 | 45 | 32 | +13 | 8   |                                     |
| ۴    | اندونزی      | 4   | 2 | 0   | 0   | 2 | 16 | 46 | −30 | 6   |                                     |
| ۵    | ایران        | 4   | 1 | 0   | 0   | 3 | 6  | 31 | −25 | 3   |                                     |
| ۶    | مالزی        | 4   | 0 | 0   | 0   | 4 | 17 | 58 | −41 | 0   |                                     |

## نتایج
تمای زمان‌ها (زمان ارمنستان) می‌باشند.
الگو:Ice hockey box
الگو:Ice hockey box
الگو:Ice hockey box
الگو:Ice hockey box
الگو:Ice hockey box
الگو:Ice hockey box
الگو:Ice hockey box
الگو:Ice hockey box
الگو:Ice hockey box
الگو:Ice hockey box
الگو:Ice hockey box
الگو:Ice hockey box
الگو:Ice hockey box
الگو:Ice hockey box
الگو:Ice hockey box